# Уилям Пит-старши
Уилям Пит-старши (на английски: William Pitt the Elder), първи граф Чатъм, е британски политик от партията на вигите, играл важна роля в политическия живот от средата на 18 век като дефакто министър-председател (1756 – 61, 1766 – 68). Той поставя началото на превръщането на страната в световна империя.
Вторият му син Уилям Пит-младши е също изявен политик от края на 18 век.

## Биография
Роден е на 15 ноември 1708 година в Уестминстър, Великобритания.
Политическата кариера на Пит започва през 1735 г., когато става член на Парламента и се присъединява към националистично настроената опозиция на тогавашния премиер Робърт Уолпол. Той отрано проявява изключителната си дарба на оратор и сам се обявява за защитник на интересите на задморската търговия и колониите. От тази позиция се обявява срещу колебливата политика на Уолпол по споровете с Испания относно търговията в Америка.
По време на Войната за австрийското наследство се обявява остро срещу изпращането на хора и пари в защита на Хановерското курфюрство – германското владение на Джордж II, което му печели трайната неприязън на краля. Пит смята, че войната срещу Франция трябва да се пренесе в колониите, а не да се води на континента. През 1746 г. е включен в правителството и провежда някои реформи в държавните финанси. Смекчава позицията си по въпроса с Хановер, но се опитва да подсили британския флот. В резултат на вътрешни интриги през 1755 г. Пит е отстранен от правителството.
Британските неуспехи в началото на Седемгодишната война и голямата популярност на Уилям Пит принуждават краля да го постави през 1756 г. начело на правителството. Формално той не е министър-председател, но поема отговорността за всички действия около войната. Пит предприема реформи в армията и флота и се опитва да обедини политическите фракции и общественото мнение около единна военна политика.
Уилям Пит концентрира военния натиск срещу Франция в колониите, най-вече в Америка (виж Френска и индианска война) и Индия, като в същото време подпомага финансово Прусия, която неутрализира френските сили в Европа. Подава оставка през 1761 г., тъй като не успява да убеди колегите си да обявят война и на Испания. Въпреки това неговата стратегия се увенчава с успех и Парижкият договор от 1763 г. утвърждава британското надмощие в Северна Америка и Индия, макар че самият Пит смята, че той не отчита реално успехите на страната му.
Няколко години Уилям Пит не участва активно в обществения живот, но в началото на 1766 г. отново се завръща, обявявайки се в защита на свободите на жителите на американските колонии. През същата година е натоварен от краля да състави правителство, макар че отново не го оглавява официално. Поради влошеното си здраве се оттегля от поста през 1768 г.
През последните години от живота му обществената дейност на Уилям Пит е все по-малко, но той не спира да се застъпва за разширяване на автономията на колониите в Северна Америка и за мирно разрешение на конфликта там.
Умира на 11 май 1778 година в Хейс на 69-годишна възраст.